# Aerfer Ariete
L'Aerfer Ariete era un prototipo di aereo da caccia bireattore ad ala bassa costruito in Italia nel 1958; progettato dall'ingegner Sergio Stefanutti, era l'evoluzione di una serie di prototipi che però non vennero mai prodotti.

## Storia

### Sviluppo
L'Ariete era un ulteriore sviluppo migliorato del precedente progetto di Stefanutti, l'Aerfer Sagittario 2, di cui conservava la maggior parte delle specifiche, realizzata nel tentativo di portare quel prototipo agli standard industriali per la successiva produzione di massa e per farne un utile aereo da combattimento.
Una caratteristica inusuale fu l'aggiunta di un turbogetto Rolls-Royce Soar ausiliario per fornire all'occorrenza una spinta aggiuntiva in fase di decollo, salita o durante il combattimento. Il turbogetto era alimentato da una presa d'aria supplementare retrattile, ricavata sul dorso della fusoliera, situata dietro l'abitacolo.
Il prototipo fu realizzato presso lo stabilimento Aerfer di Pomigliano d'Arco, presso Napoli. Il 27 marzo 1958 presso il Reparto Sperimentale di Volo, con matricola MM 568, effettuò il primo volo di collaudo a Pratica di Mare (RM). I risultati dei vari collaudi risultarono però al di sotto delle aspettative ed indussero l'Aeronautica Militare a rinunciare all'acquisizione del velivolo.
Vennero completati solo due prototipi per sviluppare un ulteriore derivato: l'intercettore supersonico Leone, che rimase solo in forma di progetto dal momento che la realizzazione del prototipo fu interrotta, a causa del taglio dei finanziamenti, quando essa era ormai completa all'80% circa.

## Utilizzatori
Italia
- Aeronautica Militare

il prototipo venne utilizzato durante una campagna di test ma non ebbe mai impiego operativo.

## Esemplari attualmente esistenti
Il secondo prototipo costruito, matricola MM 569 ovvero l'esemplare di preserie, venne inizialmente esposto presso il Palazzo a Vela di Torino rimanendo nel capoluogo piemontese fino al suo trasferimento nel comune di Bracciano, in provincia di Roma, dov'è attualmente esposto al pubblico nelle strutture del Museo storico dell'Aeronautica Militare di Vigna di Valle, più precisamente nell'Hangar Skema dedicato ai velivoli più recenti.

## Modellismo
- Dujin resin kits scala 1/72
- Sem Model scala 1/72